# Agrupación Deportiva Alcorcón "B"
Agrupación Deportiva Alcorcón "B"  es un equipo de fútbol español, filial de la AD Alcorcón. Fundado en 1998, actualmente juega en la Tercera Federación.

## Temporadas
| Temporada | Nivel | División    | Puesto |
| --------- | ----- | ----------- | ------ |
| 1998-99   | 8     | 3ª Regional | 2º     |
| 1999-00   | 7     | 2ª Regional | 3º     |
| 2000-01   | 7     | 2ª Regional | 2º     |
| 2001-02   | 6     | 1ª Regional | 10º    |
| 2002-03   | 6     | 1ª Regional | 3º     |
| 2003-04   | 5     | Preferente  | 9º     |
| 2004-05   | 5     | Preferente  | 7º     |
| 2005-06   | 5     | Preferente  | 8º     |
| 2006-07   | 5     | Preferente  | 12º    |
| 2007-08   | 5     | Preferente  | 9º     |
| 2008-09   | 5     | Preferente  | 12º    |
| 2009-10   | 5     | Preferente  | 16º    |
| 2010-11   | 6     | 1ª Regional | 2º     |

| Temporada | Nivel | División   | Puesto |
| --------- | ----- | ---------- | ------ |
| 2011-12   | 5     | Preferente | 3º     |
| 2012-13   | 4     | 3.ª        | 16º    |
| 2013-14   | 4     | 3.ª        | 13º    |
| 2014-15   | 4     | 3.ª        | 5º     |
| 2015-16   | 4     | 3.ª        | 10º    |
| 2016-17   | 4     | 3.ª        | 13º    |
| 2017-18   | 4     | 3.ª        | 9ª     |
| 2018-19   | 4     | 3.ª        | 12º    |
| 2019-20   | 4     | 3.ª        | 3°     |
| 2020-21   | 4     | 3.ª        | 15°    |
| 2021-22   | 5     | 3ª RFEF    | 4°     |
| 2022-23   | 4     | 2ª Fed     | 15°    |
| 2023-24   | 5     | 3ª Fed     | 8°     |

## Palmarés

### Campeonatos regionales
- Copa RFFM de Tercera División (1): 2018-19.[2]
- Subcampeón de la Primera Regional de Madrid (1): 2010-11 (Grupo 4).[3]
- Subcampeón de la Segunda Regional de Madrid (1): 2000-01 (Grupo 8).[4]
- Subcampeón de la Tercera Regional de Madrid (1): 1998-99 (Grupo 11).[5]

### Trofeos amistosos
- Trofeo Fiestas del Motín (1): 2014.